# ブルンスム統連合軍司令部
ブルンスム統連合軍司令部（ブルンスムとうれんごうぐんしれいぶ、英語：Allied Joint Force Command Brunssum、略称：JFC-B）は、北大西洋条約機構の軍事部門のヨーロッパ中央戦域の統連合軍司令部。オランダ王国リンブルフ州ブルンスム（en:Brunssum）の独蘭国境付近に司令部施設が所在している。1953年に設立され中央欧州戦域のNATO構成国による統連合軍を統括する。
連合陸軍（ドイツ、ハイデルベルク）、連合海軍（イギリス、ノースウッド）、連合空軍（ドイツ、ラムシュタイン）を従え、NATO域外ではアフガニスタンに展開中の国際治安支援部隊の司令本部も置かれている。他の作戦連合軍にはリスボン統連合軍司令部、ナポリ統連合軍司令部などがある。

## 概要
1953年に中央欧州連合軍として設立され、フランス共和国のフォンテーヌブロー城に司令部が置かれていた。1966年にフランスのNATO軍事機構からの脱退にともない、司令部はオランダ王国のブルンスムに移転した。ブルンスム付近にはガイレンキルヒェン北大西洋条約機構航空基地も所在している。
冷戦時代は北方軍集団（イギリス陸軍ライン軍団含む）と中央軍集団の2つと、中央欧州連合空軍（AAFCE）から構成され、これら下位組織の訓練、教義、兵站、交戦規則などを統制した。

## 下位組織
- ラムシュタイン連合空軍部隊司令部（CC - AIR Ramstein）
- ノースウッド連合海軍部隊司令部（CC - MAR Northwood）
- ハイデルベルク連合陸軍部隊司令部（CC - LAND Heidelberg）

## ハイデルベルク連合陸軍司令部

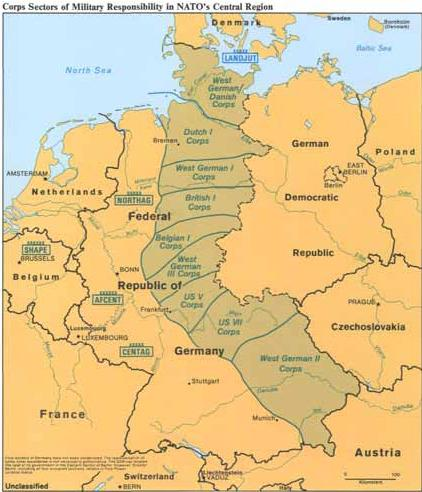
Corps sectors of military responsability in NATO's central region in the '80.

1959年4月、ハイデルベルクのキャンベル兵舎に司令部を置きアメリカ軍人の指揮下で、中央軍集団はソ連軍の侵攻から南部西ドイツの防衛を目的とし、ドイツ第2軍団および第3軍団とアメリカ第7軍団で構成された。1993年6月30日に再編成され、中央軍集団（CENTAG）および北部軍集団（NORTHAG）は解散され、1993年7月1日にハイデルベルクにて中央欧州連合陸軍（LANDCENT）に改編された。
1996年2月15日に中央欧州連合軍はアメリカ欧州軍司令官ウィリアム・クラウチ陸軍大将が司令官を兼務の上で就任した。これは1993年の稼動以来、初めてのアメリカ軍人の任命であった。当初、司令官はオランダ軍人の間で交代で就任する予定であった。アメリカ陸軍欧州軍との二重指揮系統は冷戦後におけるアメリカ合衆国によるNATO組織構造の継続的統合を許すことになる。主要部隊はドイツ連邦陸軍第4軍団を除いては多国籍な構成となっていた。1990年代半ばの欧州中央地域には4つの多国籍部隊が存在していた。1個ドイツ＝デンマーク部隊（LANDJUT）、1個ドイツ＝オランダ部隊（ドイツ第1軍団とオランダ軍団を基にした第1ドイツ＝オランダ軍団、I GE/NL Corps）、2個ドイツ＝アメリカ部隊（ドイツ第2軍団とアメリカ第5軍団、II GE/US and V US/GE）となっていた。その後、欧州連合の欧州合同軍がNATOの下で運用されることに関係各国は合意した。このため、各国ごとに異なる部隊編成間での相互運用性の確保を継続的課題としている。
冷戦時代から組織構造の脱却を図るため改革がなされ、2000年3月9日に中央陸軍構成統合司令センターが開設された。この新組織には当初5カ国の軍人で構成される。2004年7月1日に組織改編がなされハイデルベルク連合陸軍司令部となる。

## ブルンスム統連合軍司令官
ブルンスム統連合軍司令官はイギリス軍とドイツ連邦軍の交代で任命される。司令官は通常は大将で、副司令官および参謀長は中将がなる。2016年3月3日以降、二代にわたってイタリア軍将官が就任している。
| 代 | 氏名・階級                                                              | 所属軍         | 在任期間               | 職名                                                                |
| -- | ----------------------------------------------------------------------- | -------------- | ---------------------- | ------------------------------------------------------------------- |
| 1  | アルフォンス・ジュアン陸軍元帥                                          | フランス陸軍   | 1953.8.20 - 1956.9     | 中央欧州連合軍司令官                                                |
| 2  | ジャン・エティエンヌ・ヴァリュイ陸軍大将                                | フランス陸軍   | 1956.10 - 1960.5       | 中央欧州連合軍司令官                                                |
| 3  | モーリス・シャール空軍大将                                              | フランス空軍   | 1960.5 - 1961.2        | 中央欧州連合軍司令官                                                |
| 4  | ピエール＝エリー・ジャクー陸軍大将                                      | フランス陸軍   | 1961.3 - 1963.12       | 中央欧州連合軍司令官                                                |
| 5  | ジャン・アルベール・エミール・クレパン陸軍大将 Jean Albert Emile Crépin | フランス陸軍   | 1963.12 - 1966.6       | 中央欧州連合軍司令官 1966年7月1日、フランスが軍事機構から脱退       |
| 6  | ヨハン・アドルフ・グラーフ・フォン・キールマンゼグ陸軍大将              | ドイツ連邦陸軍 | 1966.3.15 - 1968.4.1   | 中央欧州連合軍司令官                                                |
| 7  | ユルゲン・ベンネッケ陸軍大将                                            | ドイツ連邦陸軍 | 1968.7.1 - 1973.9.30   | 中央欧州連合軍司令官                                                |
| 8  | エルンスト・フェルバー陸軍大将                                          | ドイツ連邦陸軍 | 1973.10.1 - 1975.9.30  | 中央欧州連合軍司令官                                                |
| 9  | カール・シュネル陸軍大将                                                | ドイツ連邦陸軍 | 1975.10.1 - 1977.1.7   | 中央欧州連合軍司令官                                                |
| 10 | フランツ＝ヨーゼフ・シュルツェ陸軍大将                                  | ドイツ連邦陸軍 | 1977.1.7 - 1979.9.30   | 中央欧州連合軍司令官                                                |
| 11 | フェルディナン・フォン・ゼンガー・ウント・エッターリン陸軍大将          | ドイツ連邦陸軍 | 1979.10.1 - 1983.9.28  | 中央欧州連合軍司令官                                                |
| 12 | レオポルド・シャルパ陸軍大将                                            | ドイツ連邦陸軍 | 1983.9.28 - 1987.10.1  | 中央欧州連合軍司令官                                                |
| 13 | ハンス＝ヘニング・フォン・ザンドラルト陸軍大将                          | ドイツ連邦陸軍 | 1987.10.1 - 1991.9.27  | 中央欧州連合軍司令官                                                |
| 14 | ヘニング・フォン・オンドラツァ陸軍大将                                  | ドイツ連邦陸軍 | 1991.9.27 - 1994.3.23  | 中央欧州連合軍司令官                                                |
| 15 | ヘルゲ・ハンゼン陸軍大将                                                | ドイツ連邦陸軍 | 1994.4.1 - 1996.3      | 中央欧州連合軍司令官                                                |
| 16 | ディーター・シュトックマン陸軍大将                                      | ドイツ連邦陸軍 | 1996.3 - 1998.3.30     | 中央欧州連合軍司令官                                                |
| 17 | ヨアヒム・シュペアリンク陸軍大将                                        | ドイツ連邦陸軍 | 1998.3.30 - 2001.3     | 2000年3月3日まで中央欧州連合軍司令官 以降、北部欧州連合軍司令官     |
| 18 | ジャック・デヴェレル陸軍大将                                            | イギリス陸軍   | 2001.3 - 2004.1        | 北部欧州連合軍司令官                                                |
| 19 | ゲルハルト・W・ベック空軍大将                                           | ドイツ連邦空軍 | 2004.1 - 2007.1.26     | 2004年7月1日まで北部欧州連合軍司令官 以降、ブルンスム統連合軍司令官 |
| 20 | エゴン・ラムス陸軍大将                                                  | ドイツ連邦陸軍 | 2007.1.26 - 2010.9.29  | ブルンスム統連合軍司令官                                            |
| 21 | ヴォルフ＝ディーター・ラングヘルト陸軍大将                              | ドイツ連邦陸軍 | 2010.9.29 - 2012.12.14 | ブルンスム統連合軍司令官                                            |
| 22 | ハンス＝ローター・ドムロッセ陸軍大将                                    | ドイツ連邦陸軍 | 2012.12.14 - 2016.3.3  | ブルンスム統連合軍司令官                                            |
| 23 | サルヴァト-レ・ファリーナ陸軍大将                                       | イタリア陸軍   | 2016.3.3 - 2018.2.16   | ブルンスム統連合軍司令官                                            |
| 24 | リッカルド・マルチオ陸軍大将                                            | イタリア陸軍   | 2018.2.16 - 2019.3.31  | ブルンスム統連合軍司令官                                            |
| 25 | エアハルト・ビューラー陸軍大将                                          | ドイツ連邦陸軍 | 2019.3.31 -            | ブルンスム統連合軍司令官                                            |